# Gare de Saint-Mars-la-Brière
Gare de Saint-Mars-la-Brière – przystanek kolejowy w Saint-Mars-la-Brière, w departamencie Sarthe, w regionie Kraj Loary, we Francji. Jest zarządzany przez SNCF (budynek dworca) i przez RFF (infrastruktura).
Przystanek jest obsługiwany przez pociągi TER Pays de la Loire.

## Położenie
Znajduje się na linii Paryż – Brest, w km 197,212, między stacjami Montfort-le-Gesnois i Champagné, na wysokości 61 m n.p.m.

## Historia
Przystanek został otwarty 1 czerwca 1857 przez Compagnie des chemins de fer de l’Ouest, wraz z linią między Chartres i Le Mans.

## Linie kolejowe
- Paryż – Brest